# A Reality Tour
Albums de David Bowie
VH1 Storytellers
(2009) The Next Day
(2013)
A Reality Tour est un album live de David Bowie sorti en 2010. Il reprend deux concerts donnés en novembre 2003 à Dublin, pendant la tournée A Reality Tour, qui avaient déjà fait l'objet d'un DVD paru en 2004. Cet album comprend trois titres supplémentaires par rapport au DVD, et sa version en téléchargement sur iTunes en comprend encore deux de plus.

## Titres
Toutes les chansons sont de David Bowie, sauf indication contraire.

### CD 1
1. Rebel Rebel - 3 min 30
2. New Killer Star - 4 min 59
3. Reality - 5 min 8
4. Fame (Bowie, Lennon, Alomar) - 4 min 12
5. Cactus (Black) - 3 min 1
6. Sister Midnight (Bowie, Alomar, Pop) - 4 min 37
7. Afraid - 3 min 28
8. All the Young Dudes - 3 min 48
9. Be My Wife - 3 min 15
10. The Loneliest Guy - 3 min 58
11. The Man Who Sold the World - 4 min 18
12. Fantastic Voyage (Bowie, Eno) - 3 min 13
13. Hallo Spaceboy (Bowie, Eno) - 5 min 28
14. Sunday - 7 min 56
15. Under Pressure (Bowie, Mercury, Deacon, May, Taylor) - 4 min 18
16. Life on Mars? - 4 min 40
17. Battle for Britain (The Letter) (Bowie, Gabrels, Plati) - 4 min 55

### Disque 2
1. Ashes to Ashes - 5 min 46
2. The Motel - 5 min 44
3. Loving the Alien - 5 min 17
4. Never Get Old - 4 min 18
5. Changes - 3 min 51
6. I'm Afraid of Americans (Bowie, Eno) - 5 min 17
7. "Heroes" (Bowie, Eno) - 6 min 58
8. Bring Me the Disco King - 7 min 56
9. Slip Away - 5 min 56
10. Heathen (The Rays) - 6 min 24
11. Five Years - 4 min 19
12. Hang on to Yourself - 2 min 50
13. Ziggy Stardust - 3 min 44
  - Titres bonus
14. Fall Dog Bombs the Moon - 4 min 11
15. Breaking Glass (Bowie, Davis, Murray) - 2 min 27
16. China Girl (Bowie, Pop) - 4 min 18
  - Titres bonus (édition digitale iTunes)
17. 5:15 The Angels Have Gone - 5 min 22
18. Days - 3 min 25

## Musiciens
- David Bowie : chant, guitare, stylophone, harmonica
- Earl Slick : guitare
- Gerry Leonard : guitare
- Mark Plati : guitare, basse
- Gail Ann Dorsey : basse, chœurs
- Sterling Campbell : batterie
- Mike Garson : claviers, piano
- Catherine Russell : claviers, percussions, guitare acoustique, chœurs